# جون غوتليب موريس
جون غوتليب موريس (بالإنجليزية: John Gottlieb Morris)‏ هو قس وعالم حشرات وأمين مكتبة أمريكي، ولد في 14 نوفمبر 1803 في يورك في الولايات المتحدة، وتوفي في 10 أكتوبر 1895.